# Austrochaperina hooglandi
Austrochaperina hooglandi 
és una espècie de granota que viu a Papua Nova Guinea.